# 凯斯·奥布莱恩
凯斯·彌額尔·博德·奥布莱恩（英語：Keith Michael Patrick O'Brien；1938年3月17日—2018年3月19日），英國籍天主教司鐸級樞機。也是聖安德魯斯暨愛丁堡總教區榮休總主教。

## 生平
奧布萊恩於1938年3月17日在英國北愛爾蘭東北部阿爾斯特省安特里姆郡出生。他的父親是在英國皇家海軍服務，並在小學畢業後，他舉家搬遷到蘇格蘭愛丁堡。他在那裡的聖十字學院完成了中學教育。他於1959年在愛丁堡大學獲得化學學士學位，於1965年4月3日晉鐸。
他於1985年8月5日晉牧，並獲教宗若望·保祿二世任命為聖安德魯斯暨愛丁堡總教區總主教。他於1996年6月至1999年10月擔任阿蓋爾暨群島教區宗座署理。
若望·保祿二世於2003年10月21日將冊封為司鐸級樞機，領圣若亚敬及圣亚纳堂區司鐸銜。他曾參與2005年教宗選舉秘密會議，當時選出的是教宗本篤十六世。
2013年初，他被指控曾經與三位神父和一名前修生發生不正當性關係，後宣布辭去總主教職務。後來，他表示不會參與2013年教宗選舉秘密會議。2015年3月20日，梵蒂岡宣布他放棄所有當樞機的權利和特權，是自1927年來首次。他將會保留樞機的名銜，但不會擁有任何相關的權力。

## 牧徽

凯斯·奥布莱恩枢机牧徽